# 孙亦梁
孙亦梁（1927年—），男，上海崇明人，中国分析化学家、化学教育家，曾任北京大学教授、博士生导师，中国化学会理事、副秘书长。